# 1800MHz帯
1800MHz帯（1800メガヘルツたい）とは、主に携帯電話（NTTドコモ、KDDI、ソフトバンク、楽天モバイル）に使用されている周波数帯である。携帯電話向けに割り当てられているのは、上りが1749.9MHz以上1784.9MHz以下の周波数帯で、下りが1844.9MHz以上1879.9MHz以下である。携帯電話以外に、公共業務用の固定無線通信にて1710 - 1850MHzにて使用されている。ITUにおいてIMT-2000帯域とされている。
日本(総務省)では、1.7GHz帯と呼ばれており、ソフトバンクのダブルLTEサービスではこの名称を用いている（NTTドコモや旧イー・モバイル(現ソフトバンク)では、UMTS用途での帯域としては1.7GHz帯と称していたが、LTEの帯域としては1800MHz帯としている）。

## 世界の概況
1.7GHz帯の境界の1668.4 - 1709.9MHzは「気象援助・気象衛星」として指定されており、海外でも気象観測機器・気象衛星のデータ伝送用として割り当てられている。
主な用途は、ラジオゾンデ（日本　デジタル方式への移行に伴い運用終了）、ひまわり7号（運用終了　1677 - 1691.0MHz）、中国の気象衛星風雲（1687.5MHz）、アメリカ海洋大気庁の気象衛星TIROS-N/NOAA（1698.0MHz、1702.5MHz）、欧州気象衛星開発機構の気象衛星MetOp（1701.3MHz、1707.0MHz）。LTEでは最も利用されているグローバルバンドである。

### 欧州・アジア
欧州、アジア（日本、韓国除く）において、第2世代移動通信システムであるGSMや第3.9世代移動通信システムのLTEが広く展開されている帯域で、一般的にGSM-1800あるいはDCS-1800と呼ばれている。上りが1710 - 1785MHz、下りが1805 - 1880MHzで、同様の帯域が3GPPにおいてBandIII(3)として定義されている。

#### イギリス
イギリスでは2015年9月現在、ボーダフォン、テレフォニカ、EE、H3Gが1800MHz帯の免許を取得している。

#### ドイツ
ドイツでは2015年6月に700MHz帯、900MHz帯、1800MHz帯、1500MHz帯の周波数オークションが行われた（割当幅270MHz）。2015年6月の周波数オークションで1800MHzはテレフォニカ、ドイツテレコム、ボーダフォンの3社が落札した。

#### 韓国
韓国においては同帯域においてCDMA2000方式の携帯電話がサービスされている。

### アメリカ合衆国（AWS）
米国における1700MHz帯は、AWSと呼ばれる帯域の上り帯域に割り当てられており、T-Mobile USなどが第3世代移動通信システムであるW-CDMA方式にてサービスしている。上りは1710 - 1755MHz、下りは2110 - 2155MHzであり、3GPPにおいてBand IVおよびXとして定義されている。
このため、AWS帯対応の携帯電話には対応バンドに「1700」と表示されている場合があるが、日本では割り当てが欧州の1800MHzと似ており、下りの帯域が合わないため使用できない。日本国内で発売されている端末では、2012年5月時点でGS01（イー・アクセス）のみが対応しており、T-Mobile US発行のmicroSIMがあれば、そのまま通話が可能である。

## 日本の状況
上記のとおり、この帯域は世界においては1800MHz帯と認識され、呼ばれているが、日本の総務省では「1.7GHz帯」と呼んでいる（ただし、旧・ワイモバイル(旧イー・モバイル)がLTE向けの帯域としては、同一帯域ながらも1800MHz帯と呼んでいた。ソフトバンクモバイルに吸収合併されたため、現在はY!mobileブランドでも1.7GHz帯と称している）。海外における1700MHz帯は、上述のように、米国などのAWSのこと。厳密には上りのみとして認識されている。ただし、両方に対応した電話機の場合は、バンド番号で表記するか、日本で利用されている側を1700、米国で利用されている側をAWSと表記することもある(GS01など)。これは、日本での名前が、米国のAWS（あるいは、米国での別の周波数帯では、1900MHz帯のPCSバンド、800/850MHz帯のセルラーバンド、700MHz帯のSMHバンドなどの名称がつけられている）ような名前が付けられていないこともある。
UMTSネットワークとしては、かつて、NTTドコモ、ワイモバイルともBand 9帯域として運用していたが、LTEネットワークでは、海外の帯域にハーモナイズする理由から、Band 3として帯域運用していた（Band 3は、Band 9の帯域を完全に包括している）。

### 利用周波数
- au(KDDI/沖縄セルラー)
  - 基地局送信 : 1805 - 1825 MHz (20MHz)
  - 移動局送信 : 1710 - 1730 MHz (20MHz)
- 楽天モバイル
  - 基地局送信 : 1825 - 1845 MHz (20MHz)
  - 移動局送信 : 1730 - 1750 MHz (20MHz)
- ソフトバンク(旧・ワイモバイル)
  - 基地局送信 : 1845 - 1860 MHz (15MHz)
  - 移動局送信 : 1750 - 1765 MHz (15MHz)
- NTTドコモ（東名阪限定）
  - 基地局送信 : 1860 - 1880 MHz (20MHz)
  - 移動局送信 : 1765 - 1785 MHz (20MHz)
- 楽天モバイル （東名阪以外限定）
  - 基地局送信 : 1860 - 1880 MHz (20MHz)
  - 移動局送信 : 1765 - 1785 MHz (20MHz)
- 防衛省
  - 1710 - 1739.9MHz（ガードバンド：1740 - 1749.9MHz）
  - 1775 - 1824.9MHz（ガードバンド：1825 - 1844.9MHz）
在日米軍への割り当て廃止後、防衛省の公共業務用無線システム（当時は「公共業務（固定）」の名目で、免許人などの詳細は非公表）に割り当てられている[5]。そのためNTTドコモでは、この周波数帯にまたがる帯域を東名阪バンドとして運用している。一部の周波数帯域は公共業務用無線システムの周波数帯移行を前提に、2018年に携帯電話用の周波数としてau(KDDI株式会社/沖縄セルラー電話株式会社)、新規参入の楽天モバイルネットワーク株式会社（当時）へ割当てが行われた。詳細は後述する。

#### かつて携帯電話以外に利用されていた周波数
- 1710 - 1744.9MHz、1784.9 - 1839.9MHz…1744.9-1749.9MHzと1839.9-1844.9MHzは、かつて公共業務（米軍用）に割り当てられていた。

### 全国バンドと東名阪バンド
上り・下りのそれぞれを日本のどこでも使うことができる全国バンド（1844.9 - 1859.9MHz）と、東京・名古屋・大阪の大都市部に限って使える東名阪バンド（1764.9 - 1784.9MHz、1859.9 - 1879.9MHz）の2種類に分けている。
このうち、全国バンドは新規事業者向けに、東名阪バンドは周波数あたりの利用者数が条件を満たした場合に、新規・既存事業者を問わず段階的に割り当てられた。
全国バンドは、新規参入事業者のイー・モバイル（後にイー・アクセスへの吸収合併などを経て、現在はソフトバンク）とソフトバンク(現在のソフトバンクグループ)傘下のBBモバイル（その後はSBGの孫会社で、ソフトバンクの直接の親会社という位置づけとなっていた。2015年12月にSBGに合併）に割り当てられたが、ソフトバンク(当時)はボーダフォン日本法人を買収したため、免許を返上した。
東名阪バンドは、NTTドコモが大都市部で使用する周波数が逼迫していたことから、防衛省の公共業務用無線システム（1776 - 1849MHz）と一部の周波数を共用する前提で割り当てを受けた。なお、FOMAプラスエリアのような積極的なPRは行っていない。
当初は、全国バンドが5MHz幅3ブロック、東名阪バンドが5MHz幅4ブロックを設定し、前者は新規参入事業者最大2社に1ブロックずつ割り当て、先に250万ユーザに到達した事業者が残る1ブロックを追加割り当てという方針であったが、上述のようにBBモバイルが割り当て周波数帯を返上したため、結果的に空いた2ブロック分を3.9G世代携帯参入の希望事業社に対して、10MHz幅1ブロックとして割り当てを行う方針に転換し、イー・モバイル(当時、現ソフトバンク)が獲得する方向となった。
対して、東名阪バンドは現在、NTTドコモに4ブロック分すべて割り当てられている。このバンドは、2010年11月の割り当て期限までにNTTドコモ、イー・モバイル(当時、現ソフトバンク)とも獲得申請をしていなかったため、最後の1ブロック分は一時保留状態になっていた。

### 3.9Gに向けた新規割り当て
上述したことの繰り返しになる部分もあるが、BBモバイルが獲得していた帯域を含めた残りの全国バンドについては、1.5GHz帯（3ブロック）とともに、DC-HSDPA・LTEサービス向けに割り当てられる予定であり、イー・モバイル(当時、現ソフトバンク)が既存周波数帯と連続した利用を希望し、免許申請を出した。
2009年（平成21年）6月10日に割当方針が発表され、イー・モバイル(当時、現ソフトバンク)が申請通りに認定され、これによって周波数幅が15MHz幅となり、従来の3倍の帯域が利用可能となった。そしてイー・モバイル(当時、現ソフトバンク)はこの15MHz幅の帯域で、DC-HSDPAならびにLTE方式のサービスを開始した。
このうち、2010年（平成22年）12月3日に、DC-HSDPAを開始しており、同サービスでは既存の5MHz幅と新規獲得の10MHz幅のうちの既存部分と隣接する5MHz幅分の計10MHz幅分で提供している。LTEは、残りの5MHz幅（または、DC-HSDPAを運用していない基地局の場合は、10MHz幅を利用する形をとる）を利用して2012年（平成24年）3月15日に提供開始された。なお、LTE向けとしては、W-CDMAで運用しているものと同一帯域ながらも、1800MHz帯と呼称し、Band 9ではなく、Band 9を丸々包括するBand 3として、将来的な欧州地域などでのLTEサービスのハーモナイズを画策している（ソフトバンクモバイルは、ワイモバイルのLTE向け帯域を1.7GHz帯と呼称。NTTドコモは東名阪バンドとして利用している帯域をLTE Bands 3として2013年9月より提供を開始した。東名阪バンドは、既存の他の帯域とは異なり、20MHz幅×2全ての帯域をLTEにリプレースした）。
2013年には、イー・アクセス(当時、現ソフトバンク)に割り当てられている帯域に隣接する5MHz幅×2分の割当が検討され、隣接する帯域を有するイー・アクセス(当時、現ソフトバンク)はもちろんのこと、イー・アクセス(当時、現ソフトバンク)の帯域を挟んで反対に隣接する東名阪バンドを有するNTTドコモ、および1800MHz帯を有していないKDDIの3社が獲得意向を表明している。イー・アクセス(当時、現ソフトバンク)は、現在の帯域を拡張する方針だが、NTTドコモやKDDIは、逼迫対策として、LTEで5MHz幅×2分を活用しつつも、将来的なキャリア・アグリケーションによる他の帯域との連動活用なども視野に入れているとしている(帯域として連続していても、20MHz幅を越える場合はキャリア・アグリゲーションを行わないとそれ以上の速度向上は、2016年の時点では技術的にできないとされる。このため、WiMAX 2+サービスやAXGPサービスのような、TD-LTEと互換のあるサービスは、帯域が30MHz幅ないしはそれ以上の帯域を連続して利用可能であっても、キャリア・アグリゲーションにて高速化を行っている)。

### 2018年の新規割り当て
2018年に3.4GHz帯と合わせて募集が行われ、割当を希望したau(KDDI/沖縄セルラー)と新規参入の楽天モバイルへ割当てが行われた。
同じ周波数帯域を使用している防衛省の公共業務用無線システムについては、新規に割り当てられたKDDI/沖縄セルラー電話・楽天モバイルが移行費用557億円を負担し、2022年3月31日までに公共業務用無線システムを4.5GHz帯に移行させる予定になっている。
ドコモ東名阪バンドと同じ帯域となる、東名阪以外の割り当てについては、2021年以降に検討される方針となっている。

### 5G転用について
- ソフトバンクは、一部帯域を5Gに転用する事を発表している。[15]

### 対応している携帯電話
- 以前は端末仕様一覧に、機種ごとの対応状況が書かれていたが、型番ルールが変わったあたりから書かれなくなった。しかし、すべての端末が対応しているわけではない（主に、スマートフォン系など、Band II（1900MHz帯）対応機種で、Band IXがはじかれるケースが多い）。ただし、2011年冬モデル以降のスマートフォンの一部は、Band II非対応・Band IX対応のスマートフォンも徐々に登場し始めている。

以下の凡例で、斜体字はnanoSIM採用端末、太字はmicroSIM採用端末。
UMTSのBands 9とLTEのBands 3の双方に対応した端末については、重複して記載する。

#### Bands 9(UMTS)

##### NTTドコモ

###### iモード端末
- 旧型番
  - FOMA902iSシリーズ、703iシリーズ以降（μシリーズ、TVシリーズなど一部を除く）
- 型番ルール変更以降
  - 富士通
    - F-01A、F-02A、F-03A、F-04A、F-06A、F-08A、F-09A、F-01B、F-02B、F-03B、F-06B、F-07B、F-01C、F-06C、F-02D、F-04D、F-06D、F-01E

  - 日本電気
    - N-01A、N-05A、N-06A、N-02B

  - NECカシオモバイルコミュニケーションズ
    - N-04B、N-02C、CA-01C、N-02D

  - パナソニック モバイルコミュニケーションズ
    - P-01A、P-02A、P-03A、P-06A、P-07A、P-08A、P-10A、P-01B、P-02B、P-03B、P-04B、P-05B、P-06B、P-02C、P-03C、P-04C、P-05C、P-01E

  - シャープ
    - SH-01A、SH-02A、SH-03A、SH-05A、SH-06A、SH-07A、SH-08A、SH-01B、SH-02B、SH-04B、SH-07B、SH-08B、SH-09B、SH-01C、SH-02C、SH-04C、SH-09C、SH-10C、SH-03D、SH-03E

###### スマートフォン端末
- ソニー・エリクソン・モバイルコミュニケーションズ
  - SO-02D
- ソニーモバイルコミュニケーションズ
  - SO-03D
- 富士通
  - F-12C、F-03D、F-09D、F-11D、F-12D、T-01D、T-02D
- NECカシオモバイルコミュニケーションズ
  - N-01D
- パナソニック モバイルコミュニケーションズ
  - P-02D、P-05D、P-06D
- シャープ
  - SH-01D、SH-06D、SH-07D
- LGエレクトロニクス
  - L-02D

###### タブレット端末
- 富士通
  - F-01D
- パナソニック モバイルコミュニケーションズ
  - P-08D

###### データ端末
- データ専用端末
  - 富士通
    - F-06C

  - LGエレクトロニクス
    - L-08C、L-09C、L-03D、L-04D、L-03E

  - バッファロー
    - BF-01B、BF-01D

##### その他オペレータ向け
- 旧・ワイモバイル(現・ソフトバンクのY!mobileブランド)
  - イー・モバイルブランド（旧・イー・アクセス）全機種（EMOBILE 4G-Sの端末を除く）。GS01・GL07SのみmicroSIMを使用。
  - Y!mobileブランドのうち、電話サービス(タイプ2)、データ通信サービス対応端末とNexus 6・Nexus 5X。Nexus 6・Nexus 5XのみnanoSIMを使用。
- ソフトバンク(SoftBankブランド)
  - SoftBank C01HW他、イー・アクセスMVNOとのデュアルモード対応のデータ端末

#### Bands 3(LTE)

##### NTTドコモ

###### スマートフォン端末
- Apple
  - iPhone 5s/5c
- ソニーモバイルコミュニケーションズ
  - Xperia Z1(SO-01F)、Xperia Z1 f(SO-02F)
- 富士通
  - ARROWS NX(F-01F)、Disney Mobile on docomo F-03F
- シャープ
  - AQUOS PHONE ZETA(SH-01F)、AQUOS PHONE EX(SH-02F)
- サムスン電子
  - Galaxy Note 3(SC-01F)、Galaxy J(SC-02F)

###### タブレット端末
- 富士通
  - ARROWS Tab(F-02F)

###### データ端末
- LGエレクトロニクス
  - Wi-Fi STATION L-02F
- 華為技術日本
  - Wi-Fi STATION HW-01F

##### ワイモバイル

###### スマートフォン端末
- 華為技術日本
  - GL07S
  - 302HW

##### ソフトバンクモバイル

###### スマートフォン端末
- アップル
  - iPhone 5
  - iPhone 5s/5c

### 歴史
- 1957年（昭和32年）〜2002年（平成14年） - 1850MHz〜2110MHzを公共業務用の固定無線通信にて使用（使用期限 2002年（平成14年）11月30日）
- 2006年（平成18年） - NTTドコモがW-CDMA方式を用いたサービス「FOMA」を開始。
- 2007年（平成19年） - イー・モバイル（現・ワイモバイル）がW-CDMA方式を用いたサービスを開始。
- 2012年（平成24年）3月15日 - ワイモバイルが LTE 方式を用いたサービス「EMOBILE LTE」を開始(ただし、1800MHz帯と呼称)。
- 2013年（平成25年）9月20日 - NTTドコモが iPhone 5s/5c の発売と同時に LTE 方式を用いたサービス「Xi（クロッシィ）」を開始。
- 2018年（平成30年）4月6日 - au(KDDI株式会社/沖縄セルラー電話株式会社)および楽天モバイルネットワーク株式会社へ周波数の割り当てが行われた。

### かつて利用されていた公共業務について
かつて1800MHz帯は公共業務として米軍に割り当てられていた周波数で、韓国でも同様の割り当てがあった。現在は携帯電話用として利用されている。

## 注記
1. ↑  「運輸多目的衛星の概要」『気象庁』 気象庁
2. ↑  “LTE Ecosystem Status - March 2021 Update” (英語). GSA. 2022年6月20日閲覧。
3. 1 2 3  諸外国の電波利用料制度概況 総務省電波政策2020懇談会制度WG、2019年2月28日閲覧。
4. ↑  このため、「1721」帯と呼ばれることがある。
5. ↑  総合通信基盤局「第4世代移動通信システムの普及のための特定基地局の開設に関する指針案について」 総務省、2017年11月、3ページ
6. ↑  「総務省「1.7GHz帯は全国で15MHz×2を割当可能」」『ITmedia Mobile』 ITmedia、2005年1月11日
7. ↑  同帯域は、日本国内で携帯電話向けに割り当てられているところの1800MHz帯としては、3GPPが規定するUMTS/LTEのBands 9からは外れているため、Bands 3としてでないと利用不可能な帯域となっている。
8. ↑  周波数割当結果における2つの「意外点」 - ケータイ Watch
9. ↑  総務省｜第4世代移動通信システムの普及のための特定基地局の開設計画の認定
10. ↑  携帯に新規参入の楽天・三木谷氏「リーズナブルな価格、総力を上げて取り組む」 - ケータイ Watch
11. ↑  楽天の携帯電話事業参入が決定、1.7GHz帯で - ケータイ Watch」 - ケータイ Watch
12. ↑  総合通信基盤局「第5世代移動通信システムの普及のための特定基地局の開設に関する指針案について」『総務省』 2020年11月、総務省、5ページ
13. ↑  「総務省 電波利用ホームページ 1.7GHz/3.4GHz帯の周波数再編のための終了促進措置」『総務省』 総務省、2021年4月15日
14. ↑  「公開情報　1.7GHzに関する情報 (公共業務用無線局の周波数移行)」『KDDI株式会社』 KDDI
15. ↑  LTE周波数帯の700MHz・1.7GHz・3.4GHz帯を利用した5Gサービスを2月15日から順次提供開始 ソフトバンク株式会社
16. ↑  （2-2）記者の眼 - どうなる？2.5GHz帯周波数の追加割り当て：ITpro